# جامعه عادلانه
جامعه عادلانه (انگلیسی: Just society) از آنزمان مورد توجه قرار گرفت که فیلسوفانی نظیر جان استوارت میل آنرا مطرح کردند. در این رابطه مقالات گوناگونی حول چارچوب و مشخصات یک جامعه عادلانه نوشته شده، از آن جمله به جامعه‌ای اشاره شده که در آن هرکس بتواند به زندگی خود مادام که مزاحم دیگران نشود ادامه دهد ویا به جامعه‌ای اشاره شده که در آن همه اعضای جامعه، مخصوصاً آنها که سزاوار هستند از کلیه امکانات عام آن جامعه برخوردار گردند. در سال ۱۸۶۱ استوارت میل مقاله‌ای تحت عنوان فایده‌گرایی یا اصالت سود منتشر کرد. در این مقاله مشهور استوارت میل از جنبه دوم حمایت کرد که در آن از سیاستمداران و تصمیم گیرندگان خواست تا به مصالح عام و منافع مشترک همگانی اصالت دهند که در آن همه شهروندان با هم همکاری کنند تا برای جامعه برنامه‌هایی تدوین شود که همه در مصالح همدیگر شریک باشند.

## کاربرد کانادائی
مدتی بعد این ترم به عنوان یک ابزار تئوری توسط نخست‌وزیر کانادا پیر ترودو بکار برده شد و دیدگاه خود را دربارهٔ ملت در آن گنجاند. او اولین بار این ترم را در رقابت رهبری حزب لیبرال کانادا در سال ۱۹۶۸ بکار برد، و اتفاقاً این ترم یک عبارت تجارتی برای او شناخته شد. پس از آن این عبارت به سیاستهای ترودو از قبیل سیاست چند فرهنگی و منشور حقوق و آزادی کانادا اضافه شد. ترودو قبل از اینکه نخست‌وزیر شود عبارت جامعه عادلانه را بشرح زیر توضیح داد:

جامعه عادلانه آنست که در آن حقوق اقلیتها در مقابل خواستهای غیرقابل تحمل اکثریت رعایت شود. در جامعه عادلانه به نواحی و گروه‌هایی که در ثروتهای کشور به‌طور کامل سهیم نیستند، فرصت داده می‌شود تا آنها هم از همه ثروتهای همگانی بهره‌مند گردند. در جامعه عادلانه از تکنیک و فنون جدید استفاده می‌شود تا مردم از آثار منفی تراکم آپارتمان سازی و شهرسازی‌های جدید در امان باشند. جامعه عادلانه، کانادا را متحدتر می‌کند، و این اتحاد در سایه شرکت فعالانه شهروندانش در پیشرفت کانادا بدست می‌آید، و به همه فرصت داده می‌شود تا نظرات و شیوه‌های دلخواه خود را مطرح کنند. این عبارت هم اینک جزئی از ریشه مباحثات سیاسی کانادا است که گفته می‌شود، کانادائی که قبلاً با ایده ترودو اداره می‌شد از هر شیوه دیگری عادلانه تر بود.

## کاربرد ایرلندی
بعلاوه برای تلاشگران عدالت اجتماعی، حقوق مدنی و مدارا (که ترودو یکی از آنها بود) نظریه جامعه عادلانه یک طرح ایدئال است. یکی از کسانی که این نظریه را بکار برد وزیر ایرلندی لیام کزگراو از حزب فاین گائل بود.